# Michelle Strizak
Michelle Christa Strizak (Cincinnati, 19 dicembre 1994) è una pallavolista statunitense.
Gioca nel ruolo di schiacciatrice nel Franches-Montagnes.

## Carriera
La carriera di Michelle Strizak inizia nei tornei scolastici dell'Ohio, giocando per la Mount Notre Dame High School. Dopo il diploma gioca per la University of Illinois, partecipando alla NCAA Division I dal 2013 al 2016.
Poco dopo la fine della sua carriera universitaria, firma il suo primo contratto professionistico a Porto Rico, disputando con le Valencianas de Juncos la Liga de Voleibol Superior Femenino 2017, senza tuttavia concludere il torneo, trasferendosi così nelle Filippine, dove vince la PVL Reinforced Open Conference col Pocari Sweat. Nella stagione 2017-18 gioca nella Lega Nazionale A svizzera col Franches-Montagnes.

## Palmarès

### Club
- PVL Reinforced Open Conference femminile: 1

2017

### Premi individuali
- 2015 - NCAA Division I: Des Moines Regional All-Tournament Team